# L'Aura (album)
L'Aura è la prima raccolta della cantante italiana L'Aura, pubblicato il 29 febbraio 2008 dall'etichetta discografica Sony BMG.

## Descrizione
Si tratta di una raccolta contenente alcuni brani tratti dagli album precedenti (Okumuki e Demian), più il brano Basta!, presentato in occasione del Festival di Sanremo 2008, tre inediti (Non qui, ma qui, Cos'è e Nell'aria), una cover della celebre Bocca di rosa di Fabrizio De André e la versione live insieme al GnuQuartet del primo singolo della cantante, Radio Star. Il disco è stato interamente prodotto da Enrique Gonzalez Müller.
Su iTunes il disco è stato diffuso in versione deluxe contenente una versione dal vivo di Demons (In Your Dreams).

## Tracce
Testi e musiche di L'Aura, eccetto dove indicato.
1. Basta! – 3:46 – Brano inedito
2. Irraggiungibile – 4:15
3. Radio Star – 2:51 (L'Aura, Dan Fries)
4. Today – 4:11
5. È per te (feat. Max Zanotti) – 3:51 (L'Aura, Max Zanotti, Adriano Pennino)
6. Non qui, ma qui – 3:49 – Brano inedito
7. Cos'è – 4:31 – Brano inedito
8. Demian – 4:37
9. One – 3:31
10. Non è una favola – 3:26
11. Una favola – 4:53
12. Nell'aria – 3:38 (L'Aura, Andrea Farri) – Brano inedito
13. Bocca di Rosa – 3:34 (Fabrizio De André) – Cover di Fabrizio de André
14. Radio Star (Live, feat. GnuQuartet) – 3:31 (L'Aura, Dan Fries)

Durata totale: 54:24

## Successo commerciale
Il disco è rimasto nella classifica dei cento album più venduti in Italia per 8 settimane, raggiungendo la posizione numero 38, vendendo più di 20 000 copie aggiudicandosi un disco d'argento.

## Classifiche
| Classifica (2008) | Posizione raggiunta |
| ----------------- | ------------------- |
| Italia            | 38                  |

### Andamento nella classifica italiana degli album
| Posizione | 38 | 38 | 40 | 38 | 54 | 70 | 78 | 95 | - |